# デビッド・ムニエ
デビッド・ムニエ (David Meunier 、1973年2月5日 - ) はアメリカの俳優。

## 略歴
ムニエはオレゴン州ウッドバーンで生まれた。
彼は高校でサッカーをし、チームメイトは彼に『ガイズ&ドールズ』の学校制作を試すように説得した。
彼はネイサン・デトロイトとしてキャストされ、その経験から役者を目指した。
ムニエは後に大学に通うためにオレゴン州からカリフォルニアに引っ越した。

## キャリア
ムニエは、テレビシリーズ『JUSTIFIED 俺の正義』でジョニー・クラウダーを演じ、また、『レボリューション』や『ジェリコ 閉ざされた街』などのシリーズに出演した。
その後、2014年に、1980年代のテレビシリーズ『ザ・シークレット・ハンター』を映画化した『イコライザー』に出演した。

## 主な出演作
- 『インディ・ジョーンズ/若き日の大冒険』(1994年)
- 『パイレーツ・オブ・カリビアン/ワールド・エンド』(2007年)
- 『インクレディブル・ハルク』(2008年)
- 『イコライザー』(2014年)